# ヴィンセント・ロペス

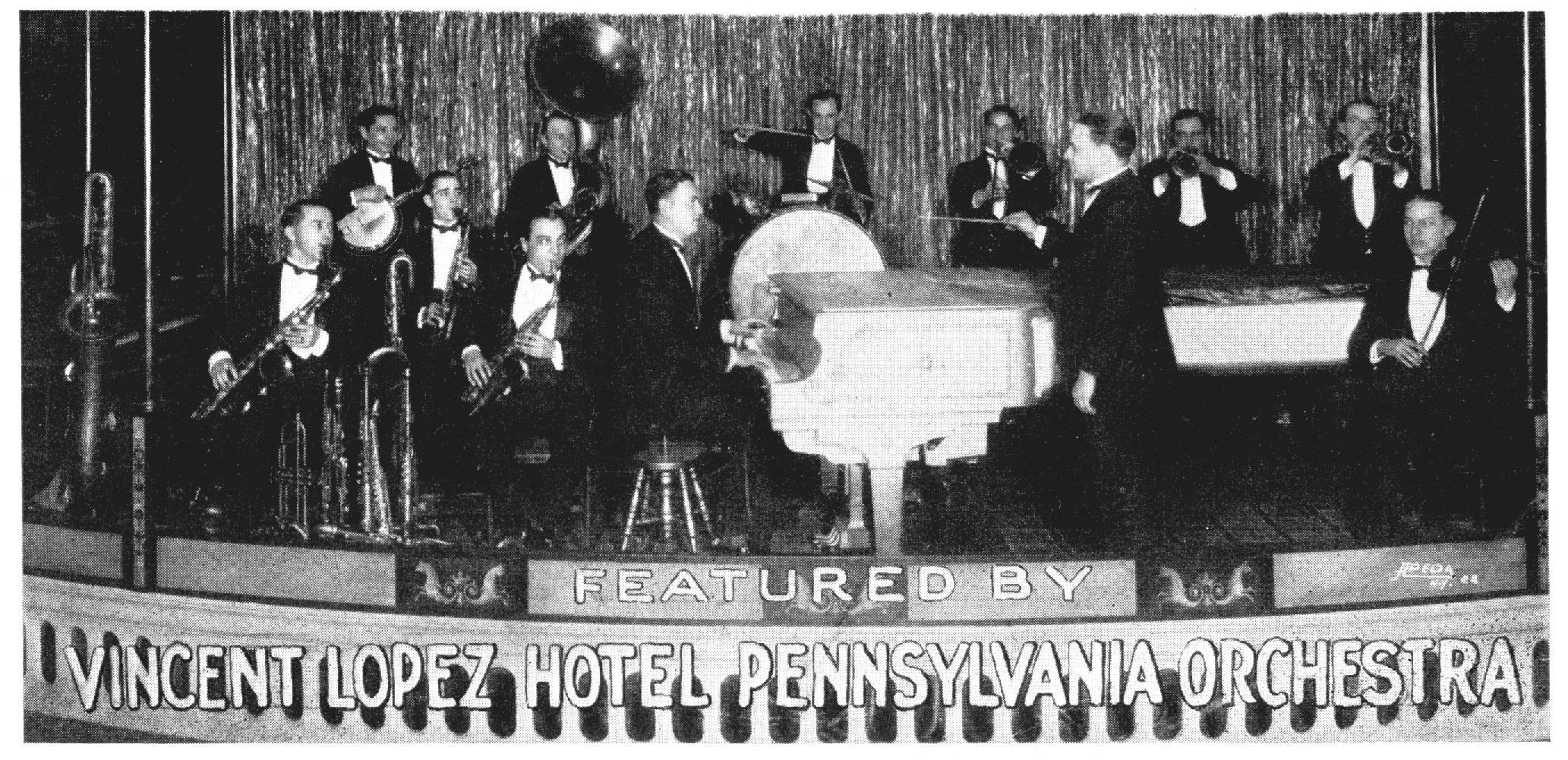
ヴィンセント・ロペスと彼の楽団、1920年代はじめ。

ヴィンセント・ロペス（Vincent Lopez、1895年12月30日 - 1975年9月20日）は、アメリカ合衆国のバンドリーダー、ピアニスト。

## 生い立ちと経歴
ニューヨーク市ブルックリン区で、ポルトガルからの移民であった両親のもとに生まれたヴィンセント・ロペスは、1917年にはニューヨークで自らのダンス楽団を率いるようになっていた。1921年11月27日、彼の楽団は新たに登場した娯楽媒体であったラジオ放送に初めて出演し、ニュージャージー州の放送局WJZから毎週90分放送された彼の楽団の番組は、彼自身も人気も、また、ラジオの人気も一挙に広げることになった。ロペスはアメリカで最も人気の高いバンドリーダーのひとりとなり、1940年代までを通してその地位を保った。
ロペスは自身の番組を、「Lopez speaking !」とアナウンスして始めていた。テーマ曲はフェリックス・アルントが1915年に書いたノヴェルティ・ラグタイム曲「Nola」であったが、ロペスはあまりにも深くこの曲と結びつけられたために、時にはそのことを皮肉ることもあった。1939年のヴァイタフォン（ディスク方式の有声映画）による短編映画『Vincent Lopez and his Orchestra』では、楽団員全員が「Down with Nola」（「くたばれノラ（＝ロペス）！」の意）と歌う場面が描かれている。
ロペスは、『ラヂオは笑ふ (The Big Broadcast)』（1932年）など、映画にもしばしば出演しており、また、マックス・フライシャーのアニメ短編『I Don't Want to Make History』（1936年）には実写による彼の楽団の演奏場面が組み込まれている。1940年には、バンドリーダーとしてはいち早くサウンディーズ (Soundies) の短編音楽映画を手がけた。後には1944年にも、サウンディーズ作品を作った。
ロペスの楽団に所属したことがある著名なミュージシャンの中には、アーティ・ショウ、ザビア・クガート、ジミー・ドーシー、トミー・ドーシー、マイク・モジエロ、グレン・ミラーらがいた。楽団は、ケラー・シスターズ・アンド・リンチ (Keller Sisters and Lynch)、ベティ・ハットン、マリオン・ハットンといった歌手たちをフィーチャーしていた。ロペスの楽団に長く在籍したドラマーであった「ザ・イレヴェレント（不遜な人物）」として知られたマイク・ライリーは、ノヴェルティ・ヒット「ザ・ミュージック・ゴーズ・ラウンド・アンド・ラウンド」を世に広めた。
ロペスの華々しいピアノ奏法は、エディ・デューチンやリベラーチェなど、後の時代のミュージシャンたちにも影響を与えた。
1941年、ロペスの楽団は、マンハッタンのタフト・ホテル（Taft Hotl：後のザ・ミケランジェロ）の専属となり、その後20年間それが続いた。
1950年代はじめ、ロペスはグロリア・パーカーとともに、ラジオ番組『Shake the Maracas』の放送を、タフト・ホテルから行なったが、この番組は、聴衆から選ばれた人たちが、ささやかな商品を競って、楽団に合わせてマラカスを演奏するという趣向であった。
ヴィンセント・ロペスは、1975年9月20日に、フロリダ州ノース・マイアミの養護施設「ヴィラ・マリア (Villa Maria)」で死去した。

## ビッグ・バンド/スウィング時代の音楽
- Early In The Morning「Vincent Lopez」名義でコロムビア・レコードへ吹き込まれた。作詞・作曲はグロリア・パーカー。
- Here Comes That Mood「Vincent Lopez」名義で吹き込まれた。作詞・作曲はグロリア・パーカー。
- In Santiago by the Sea「 Vincent Lopez and his Orchestr」名義で吹き込まれた。作詞・作曲はグロリア・パーカー。
- I Learned To Rumba'「Vincent Lopez and his Orchestra」名義で吹き込まれた。作詞・作曲はグロリア・パーカー。
- My Dream Christmas「Vincent Lopez」名義で吹き込まれた。作詞・作曲はグロリア・パーカー。
- Shake The Maracas ヴィンセント・ロペスとグロリア・パーカーがホスト役だった WABC のラジオ番組の題名。作詞・作曲はグロリア・パーカー。
- When Our Country Was Born「Vincent Lopez」名義で吹き込まれた。作詞・作曲はグロリア・パーカー。